# Alviso Cadamosto
Alviso Cadamosto (ur. 1432 w Wenecji, zm. 18 czerwca 1488 w Rovigo) – wenecki żeglarz w służbie portugalskiej.
W 1455 został wysłany przez księcia Henryka Żeglarza na wyprawę mającą na celu poszukiwanie legendarnego chrześcijańskiego państwa arcykapłana Jana.  Odwiedził Maderę i Wyspy Kanaryjskie. Żeglując wzdłuż północno-zachodniego wybrzeża Afryki, dopłynął do ujścia Gambii. W 1456 po zepchnięciu z kursu przez sztorm odkrył Wyspy Zielonego Przylądka i znów dotarł do ujścia Gambii, skąd następnie popłynął w górę rzeki i nawiązał kontakty handlowe z Afrykanami. Napisał wydaną pośmiertnie w 1532 relację Navigatio ad terras incognitas (wydanie polskie 1994 pt. Podróże do Afryki, Novus Orbis, ISBN 83-85560-03-3).
Imieniem Cadamosta został nazwany włoski niszczyciel „Alvise da Mosto” z okresu międzywojennego i II wojny światowej.